# Eduardo Marquina
Eduardo Marquina Angulo (Barcellona, 21 gennaio 1879 – New York, 21 novembre 1946) è stato uno scrittore, poeta e drammaturgo spagnolo, della generazione modernista, iniziatore del teatro poetico.

## Biografia

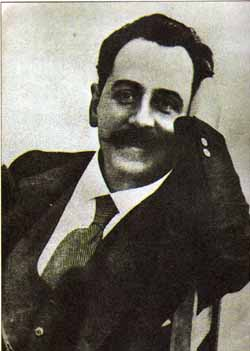
Eduardo Marquina

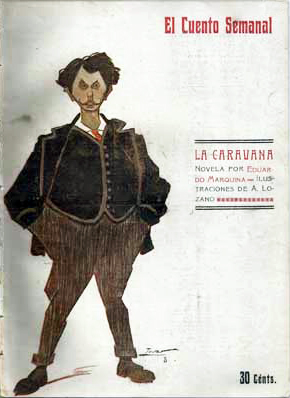
Caricatura di Eduardo Marquina, eseguita da Manuel Tovar, 1907

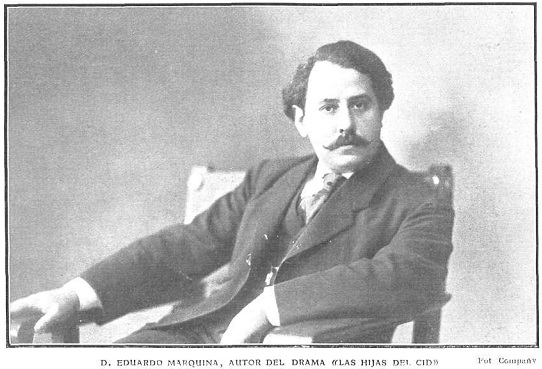
Eduardo Marquina

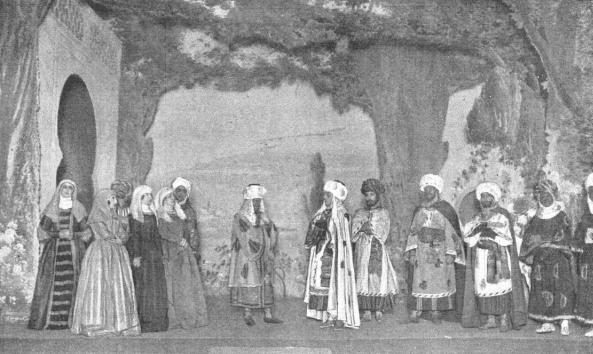
Scena dell'opera La danza de la cautiva, di Eduardo Marquina, 1921

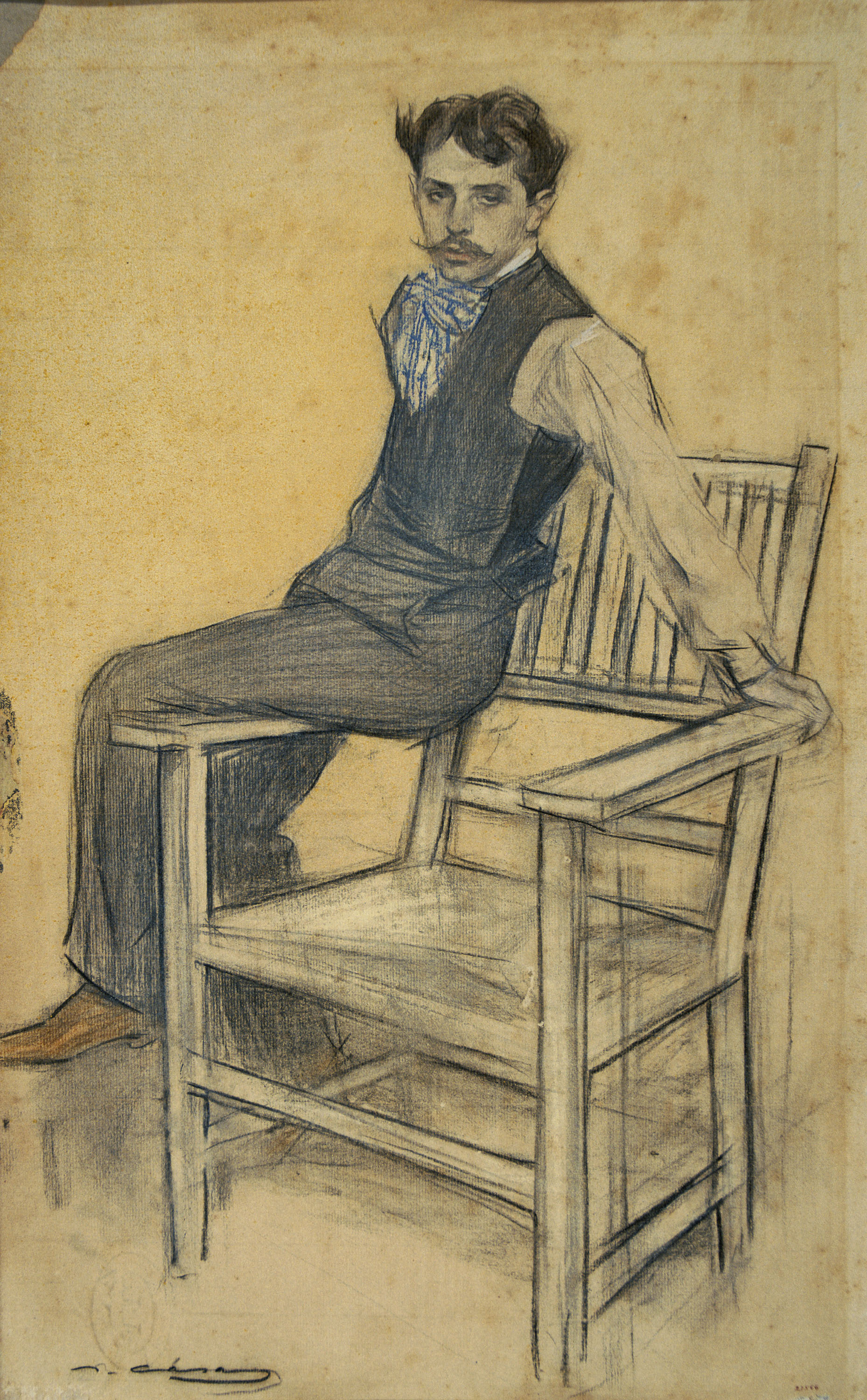
Ritratto di Eduardo Marquina, eseguita da Ramon Casas

Di famiglia Aragonese, figlio del professionista Luis Marquina y Dutú e di Eduarda Angulo, Eduardo Marquina effettuò i suoi studi a Barcellona, dapprima dal 1886, nelle scuole francescane e gesuite, avvicinandosi alla lettura dei suoi autori preferiti, tra i quali Miguel de Unamuno, Joan Maragall, e tra gli stranieri, Henrik Ibsen, Lev Tolstoj, Gabriele D'Annunzio, Paul Verlaine, e successivamente, nel 1896 si iscrisse alla Facoltà di Filosofia e Letteratura, che però abbandonò poco dopo per 
lavorare come impiegato, con incarichi commerciali, nella stessa compagnia chimica in cui lavorava il padre.
Eduardo Marquina si sposò il 18 giugno 1903 con Mercedes Pichot nella chiesa di Santa Maria del Mar a Barcellona, negli stessi anni in cui collaborò con riviste letterarie, quali La Publicidad, dove pubblicò i suoi primi lavori.
Anche se in gioventù scrisse un dramma lirico in catalano (Emporium, 1906), compose tutte le altre sue opere in castigliano e in particolare nei suoi drammi storici è stato il cantore della Spagna mistica e imperialista.
Durante la sua carriera Eduardo Marquina si dedicò con grande passione al teatro per restituire alle rappresentazioni castigliane argomenti profondi, e per questo scrisse drammi lirici di argomento storico, come Le figlie del Cid (Las hijas del Cid, 1908), Dona Maria la Brava (Doña María la Brava, 1909), Nelle Fiandre è tramontato il sole (En Flandes se ha puesto el sol, 1910), I fiori di Aragona (Las Flores de Aragón, 1914),Ebora (1920), ambientato ai tempi
dell'epoca romana, Teresa di Gesù (Teresa de Jesús, 1932).
Comunque Eduardo Marquina realizzò anche commedie sentimentali, tra le quali Quando sbocciano le rose (Cuando florescan los rosales, 1914) e Lo strano (La estraña, 1921).
La sua poesia delle Odi (Odas, 1900), I raccolti (Las vendimias, 1901), Egloghe (Èglogas, 1902), Elegie (Elegías, 1905 e 1912), Vendemión (1909), Canzoniere del momento (Cancionero del momento, 1910), Terra di Spagna (Tierras de España, 1914), Juglarias (1914) fu ispirata e influenzata dallo stile di Rubén Darío, oltre che dai classici.
Si dedicò anche alla traduzione di numerosi scrittori stranieri, tra i quali menzioniamo Charles Baudelaire.
Durante la sua carriera ottenne un buon successo che confermò anche nelle sue ultime opere: La vita è mia (La vida es mía, 1928), Il monaco bianco (El monje blanco, 1930), Fontana nascosta (Fuente escondida, 1931).
Nel giugno 1946 Eduardo Marquina fu nominato ambasciatore straordinario per assistere all'insediamento del nuovo presidente della Colombia; visitò altre repubbliche ispano-americane, dove tenne conferenze, e morì improvvisamente a New York il 21 novembre 1946 a causa di problemi cardiaci, quando stava per tornare in Spagna.

## Opere
- Opere complete (Obras Completas, 1944-1951, 8 vol.).

### Teatro
- Gesù e il diavolo  (Jesús y el Diablo, 1898), poema drammatico;
- Emporium (1906), dramma lirico in catalano;
- Le figlie del Cid (Las hijas del Cid, 1908);
- Dona Maria la Brava (Doña María la Brava, 1909);
- Nelle Fiandre è tramontato il sole (En Flandes se ha puesto el sol, 1910);
- Il re dei trovatori (El rey trovador, 1911);
- Il sindaco di Pastrana (La alcaldesa de Pastrana, 1911);
- La pala d'altare di Agrellano (El retablo de Agrellano, 1913);
- Quando le rose fioriscono (Cuando florezcan los rosales, 1913), commedia in prosa;
- I fiori di Aragona (Las flores de Aragón, 1914);
- Il grande capitano (El Gran Capitán, 1916);
- Don Luis Mejía (1924);
- L'eremo, la fontana e il fiume (La ermita, la fuente y el río, 1927), dramma rurale;
- Risparmio (Salvadora, 1929), dramma rurale;
- Il monaco bianco (El monje blanco, 1930);
- Fonte nascosta (Fuente Escondida, 1931), dramma rurale;
- Teresa di Gesù (Teresa de Jesús, 1932);
- C'era una volta a Baghdad ... stampe di "Le mille e una notte" (Era una vez en Bagdad... Láminas de Las mil y una noches, 1932);
- La santa fratellanza (La Santa Hermandad, 1939);
- Lo studente diabolico (El estudiante endiablado, 1942);
- Passi e opere di Santa Teresa di Gesù (Pasos y trabajos de Santa Teresa de Jesús, 1943);
- Maria la vedova (María la Viuda, 1943);
- Il galeone e il miracolo (El galeón y el milagro, 1947).

### Poesie
- Odi (Odas, 1900);
- I raccolti (Las vendimias, 1901);
- Egloghe (Églogas, 1902);
- Elegie (Elegías, 1905);
- Vendimión (1909)
- Canzoniere del momento (Canciones del momento, 1910);
- Terra di Spagna (Tierras de España, 1914).